# 姬书带蕨
姬书带蕨（学名：Vittaria anguste-elongata）为书带蕨科书带蕨属下的一个种。

## 扩展阅读
- 維基物種上的相關：姬书带蕨